# Toulon-sur-Arroux
Toulon-sur-Arroux este o comună în departamentul Saône-et-Loire, Franța. În 2009 avea o populație de 1.607 de locuitori.

## Evoluția populației
| An        | 1975  | 1982  | 1990  | 1999  | 2006  | 2009  |
| --------- | ----- | ----- | ----- | ----- | ----- | ----- |
| Populație | 2.057 | 2.028 | 1.867 | 1.630 | 1.604 | 1.607 |